# JavaOne

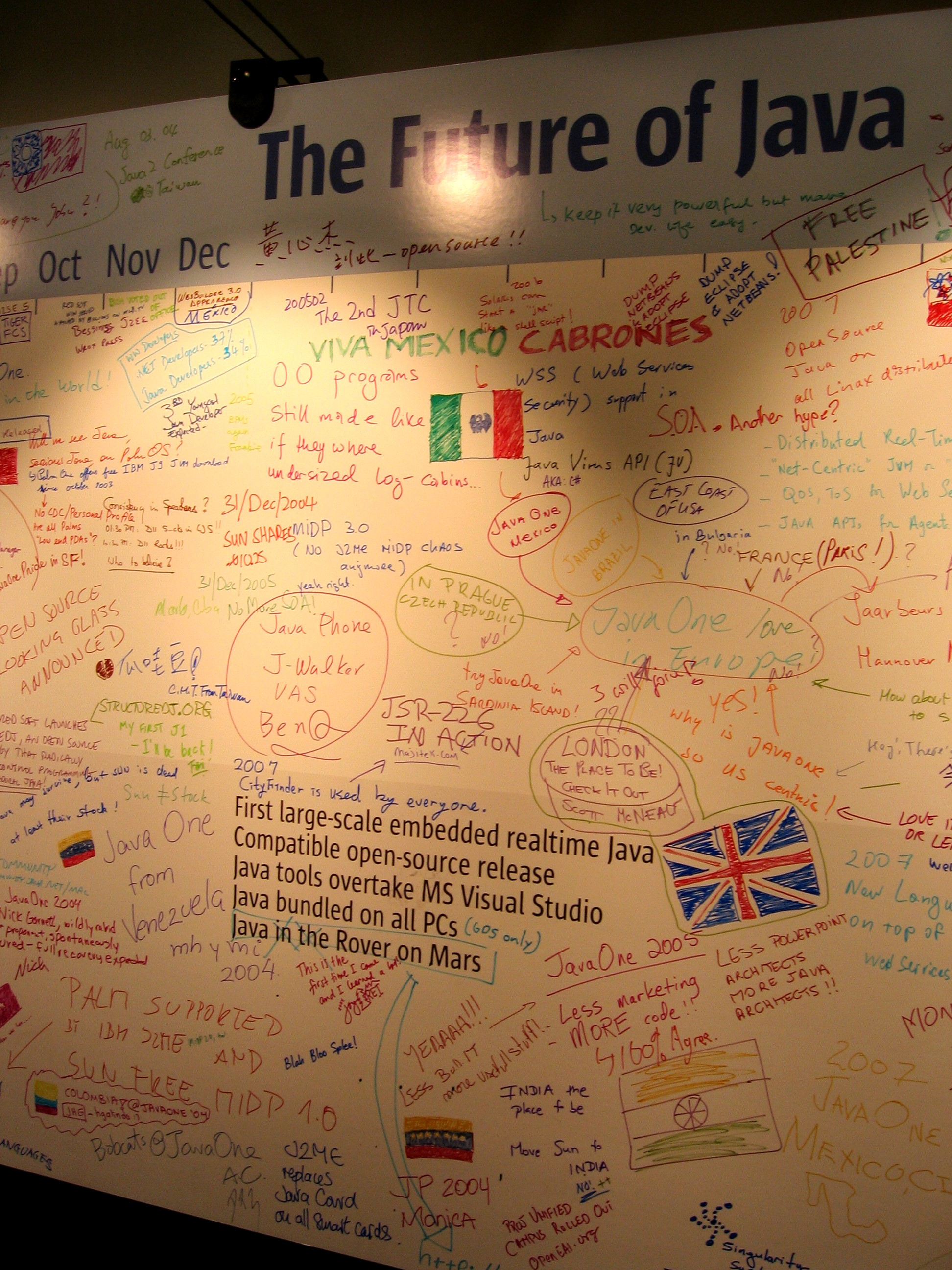
2004年のJavaOne参加者が、各自の思い描くJavaの未来を書いたホワイトボード

JavaOne は、1996年から毎年サン・マイクロシステムズが開催しているJavaに関する会議。主に開発者が参加する。サンフランシスコのモスコーニセンターで、毎年4月から6月、通常日曜日から金曜日の日程で開催。日中は様々なテーマでテクニカルセッションが行われる。夜になると、モスコーニセンターと周辺のホテルで、非公式のセッション（Birds of Feather）が行われる。BoFセッションではJavaテクノロジの特定の観点に集中した議論が展開される。
テクニカルセッション、基調講演、展示会、BoFセッションに参加するには入場パスが必要で、だいたい1795ドルから1995ドルである。
1999年のJavaOneでは、ジョン・ゲージ主催のイベント（いわゆるハッカソン）が行われた。新しい Palm V 向けに、赤外線ポートで他のPalmと通信するJavaプログラムを書き、それをインターネットに登録するという競技である。

## CommunityOne
2007年、関連する1日限りのイベント CommunityOne が開催されるようになった。これは、FOSSコミュニティ全般に関するイベントである。2008年には5月5日に2回目の CommunityOne が開催された。
2009年、CommunityOne はニューヨーク（CommunityOne East、3月18、19日）、オスロ（CommunityOne North、4月15日）と拡大開催された。さらに CommunityOne West は従来通り JavaOne と同時開催された（6月1 - 3日、サンフランシスコのモスコーニセンター）。
CommunityOne の主題はオープンソースのイノベーションと実装である。例えば2009年はクラウドコンピューティング、SNS、RIA、Webプラットフォーム、サーバサイドプラットフォーム（SOAなど）、モバイル向け開発、OS（性能、仮想化など）、フリーとオープンソースといったテーマで講演や会議が行われた。
初日のメインの会議だけは入場無料である。

## Show Device

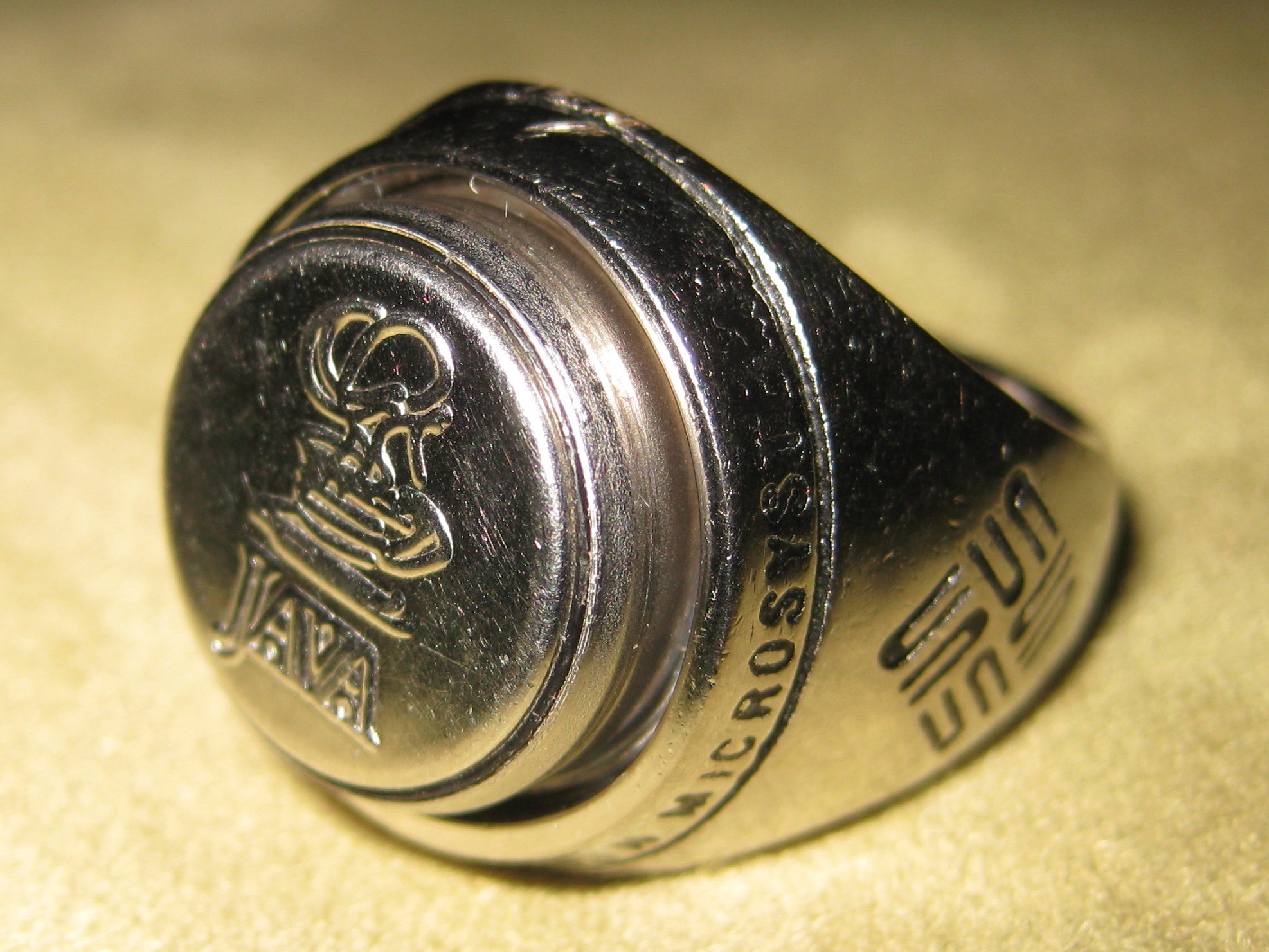
Javaリング

毎年、1つのハードウェア機器が Show Device に選ばれる。市場に出回る前の製品だったり、大幅な値引きがされている。
- 1998年: Javaリング
- 1999年: Palm V[1]
- 2000年
- 2001年
- 2002年: ザウルス[2]
- 2003年
- 2004年: Homepod, Gloolabs製の無線MP3機器[3]
- 2005年
- 2006年: SavaJe Jasper S20 携帯電話
- 2007年: RS Media プログラマブルなロボット
- 2008年: Sentilla Perk Kit, Pulse Smartpen, Sony Ericsson K850i
- 2009年: HTC Diamond に JavaFX をプリインストール?

## 日本でのJavaOne
JavaOneは日本でも開催されることがある。
- 2001年: パシフィコ横浜 DoCoMoのi-modeの始まりを受け、日本市場に注目が集まった
- 2002年: パシフィコ横浜
- 2005年: 東京国際フォーラム
- 2012年: 六本木アカデミーヒルズ